# Comitatul Trempealeau, Wisconsin
Comitatul Trempealeau este unul din cele 72 de comitate ale statului Wisconsin din Statele Unite ale Americii. Sediul acestuia este localitatea Whitehall. Conform recensământului din anul 2000, populația sa a fost 27.010 de locuitori.

## Geografie
Conform datelor colectate de United States Census Bureau, suprafața totală acomitatului este de circa 1.920,95 km2 (sau 742 sqmi) dintre care 1897,66 km2 (sau 733 mi2) este uscat, iar restul de 23,29 km2 (sau 9 sqmi) este apă (circa 1.2%). GR1 face parte din zona cunoscută ca Driftless Zone.

### Comitate adiacente
- Comitatul Buffalo - vest;
- Comitatul Eau Claire - nord;
- Comitatul Jackson - est;
- Comitatul La Crosse - sud-est;
- Comitatul Winona, statul  Minnesota - sud-vest.

### Drumuri inter-statale și statale importante
| - Interstate 94 - U.S. Highway 10 - U.S. Highway 53 - Highway 54 (Wisconsin) | - Highway 35 (Wisconsin) - Highway 93 (Wisconsin) - Highway 95 (Wisconsin) - Highway 121 (Wisconsin) |

### Zone protejate național
- Trempealeau National Wildlife Refuge (parțial)
- Upper Mississippi River National Wildlife and Fish Refuge (parțial)

## Demografie

2000 Census Age Pyramid for Trempealeau County

|  | Graficele sunt indisponibile din cauza unor probleme tehnice. Mai multe informații se găsesc la Phabricator și la wiki-ul MediaWiki. |

Date: Wikidata - grafică realizată de Wikipedia